# Zvonička

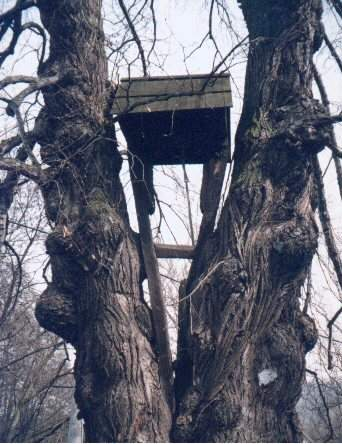
Zvonička na stromě v Božtěšicích

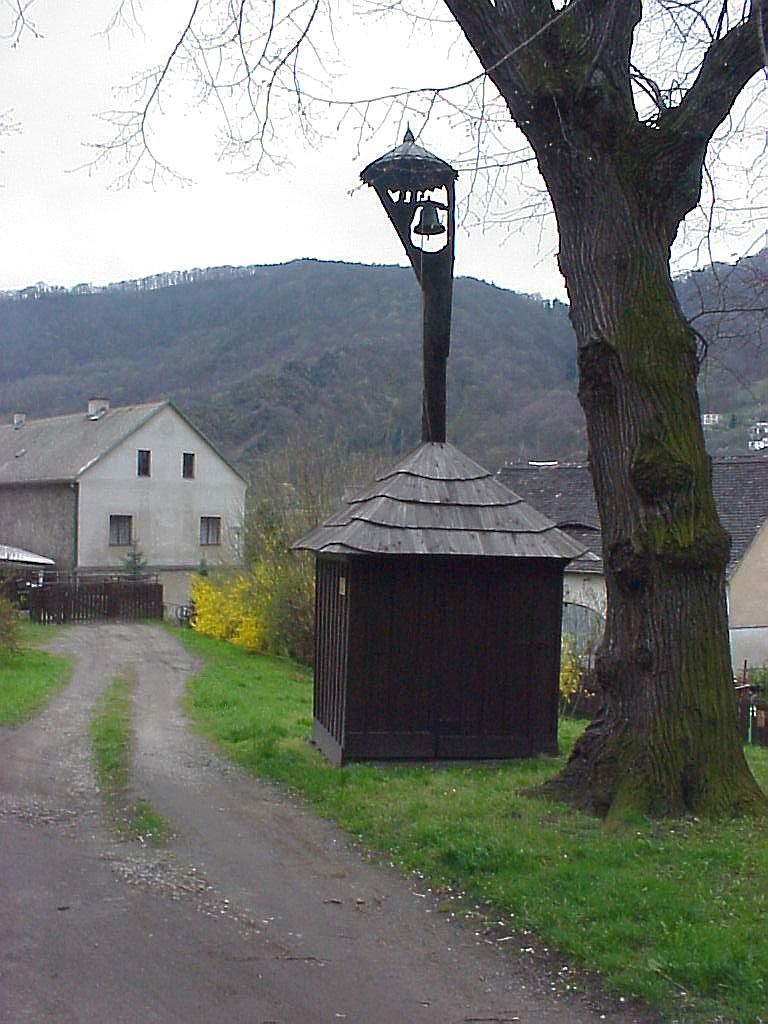
Zvonička pod hradem Střekovem

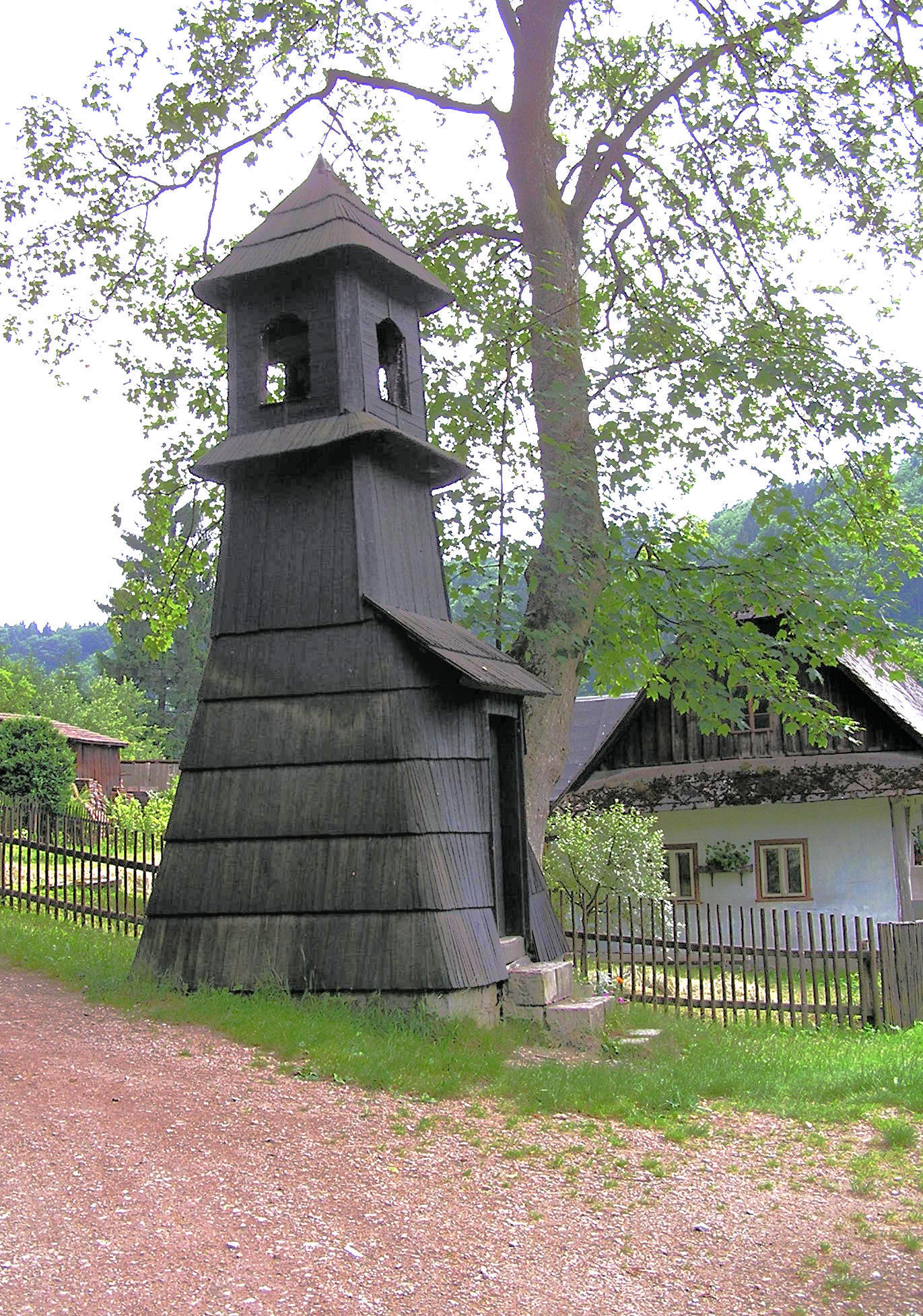
Zvonička pod hradem Litice

Zvonička je solitérní stavba, případně věžovitá nástavba jiné stavby, sloužící k zavěšení zvonu.
Obecně je zvonička malá zvonice či zdrobnělé označení zvonice. Podle definice Hany Hlušičkové zvonička na rozdíl od zvonice není funkčně spjata s kostelem, nýbrž je samostatná, výjimečně může funkčně souviset s kaplí, nahrazovat věžičku kaple (např. zvonička v Dolních Zálezlích), nejčastěji však stojí v obcích, které kapli ani kostel nemají.

## Počátky
Ke vzniku obecních zvoniček dal popud především ohňový patent Marie Terezie, vydaný 21. srpna roku 1751. Obsahoval celkem 30 článků, které kromě nařízení zvonit, pokud vartýř vidí požár, a mít zvonek v každé obci, vydával také nařízení sázet stromy mezi domy, mít na návsi rybníček aj. Patent byl později ještě zpřísněn 24. ledna 1787 Josefem II., který zjistil, že vrchnost k jeho realizaci přistupuje velmi liknavě. Tato liknavost byla také důvodem, proč zvoničky mívají velmi variabilní výstavbu a rozměry – neboť se liší nejen teritoriálně a dobově, ale také podle majetkových možností vrchnosti.
Na mnoha vsích tak začaly vznikat kromě malých zvoniček i větší stavby, zpočátku dřevěné, později zděné, často na pomezí zvonice a zvoničky. Tyto se označují jako návesní zvonice.

## Typologie
Nejjednodušším typem obecní zvoničky, hlavně u chudších obcí, byl zvonek zavěšený do rozsochy v koruně stromu – někdy není ani zastřešen. Tímto stromem bývá zpravidla mohutná návesní lípa, dub apod., není to však obecně platným pravidlem – například v Oslavici u Žďáru nad Sázavou visel zvonek až do roku 1839 na švestce. Těchto improvizovaných zvoniček se dodnes zachovalo jen málo.
Listí stromu velmi oslabuje slyšitelnost zvonku, proto se častěi zvony zavěšovaly na samostatně stojící rozsochatý kůl, rovněž někdy zastřešený. Tomuto typu se říká dvoják, zouvák nebo též vidlák (označení se liší regionálně). Podobně jednoduchá zvonička, tvořena nikoli jedním rozsochatým, ale dvěma rovýnmi kmeny, se nazývá šrák.
Dalším vývojovým krokem ve výstavbě zvoničky je vystavění boudy kolem kůlu. Tato bouda umožňuje zvoníkovi lépe čelit nepřízni počasí při zvonění, je ji též možné zamknout a navíc zvyšuje stabilitu kůlu. Posledním krokem je pak snaha, aby tato bouda byla nejen trvanlivá, ale také reprezentativní, a proto bývá více či méně architektonicky a slohově provedena. Bouda pak mívá kůl buď uvnitř nebo na své střeše.
Lze rozlišit několik druhů:
- Návesní zvonice, kdy stavba slouží čistě jako zvonice, případně s výklenkem pro sochu světce.
- Kaplová zvonice, převážně čtvercového či vícebokého půdorysu, kdy dolní část slouží jako kaple (obraz či scocha světce) a horní jako zvonice.
- Kaple se zvonicí, kdy je již spodní, kaplová část výrazně většího půdorysu než horní, zvonicová část. NA pomezí těchto typů jsou zvonice s druhotně přistavěnou budovou.
- Zvonicová kaple, kdy již převažuje funkce kaple a zvonice je pouze doplňkem[2].

Větší kaple bývají též vybaveny zvonem, ale již se nepočítají mezi zvonice.

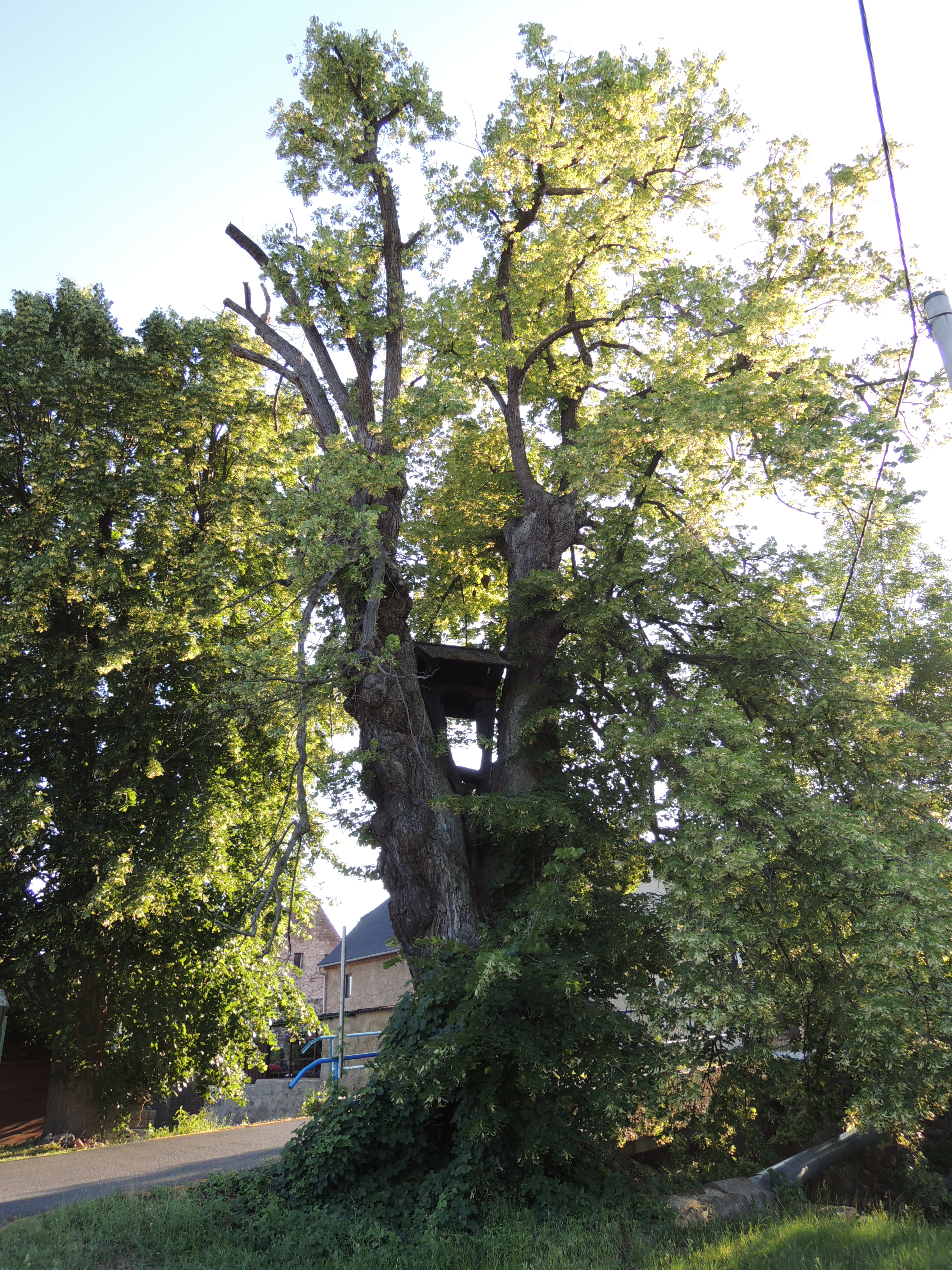
lípa se zvoničkou v Božetešicích
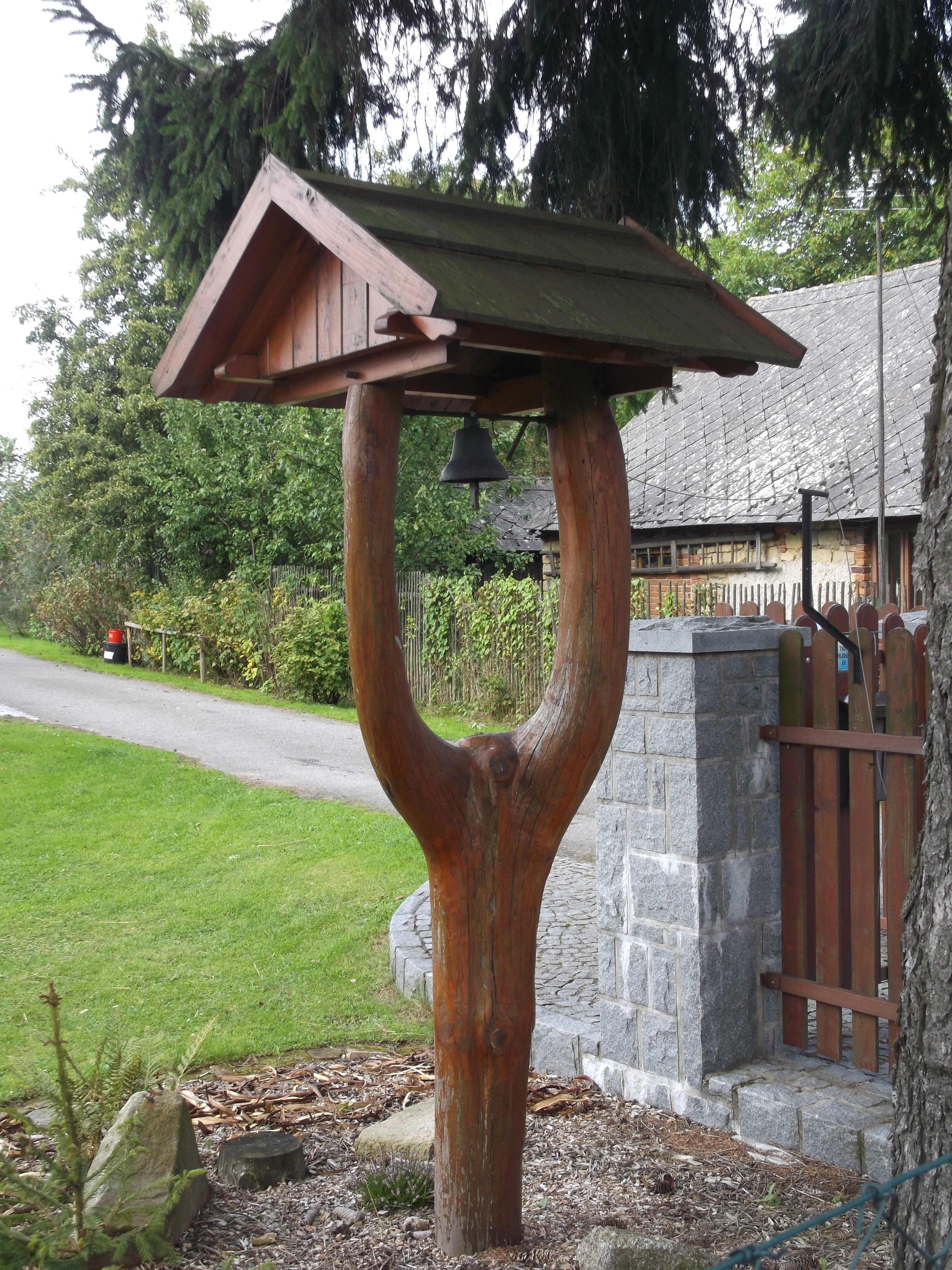
zvonička dvoják
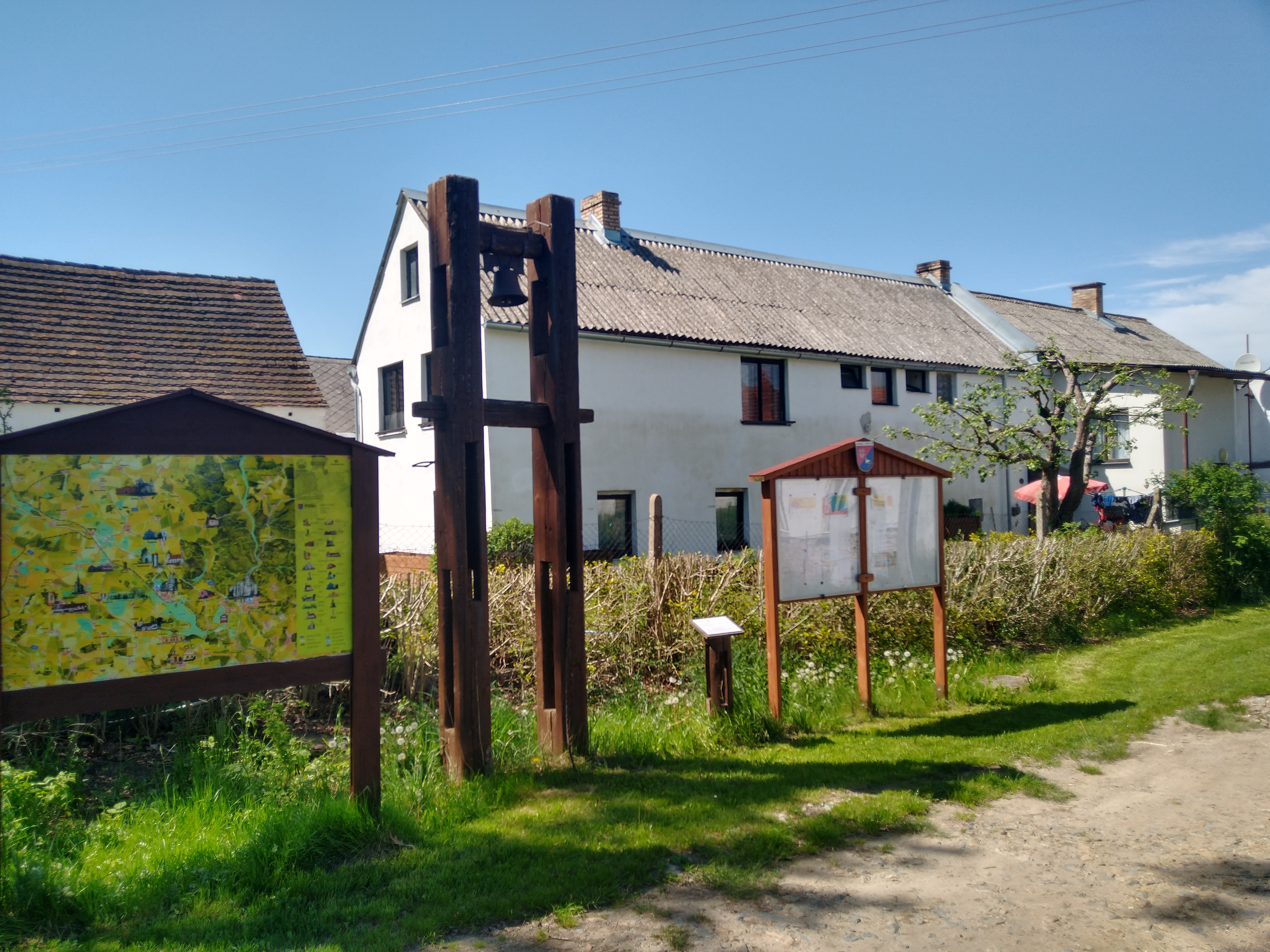
šrák
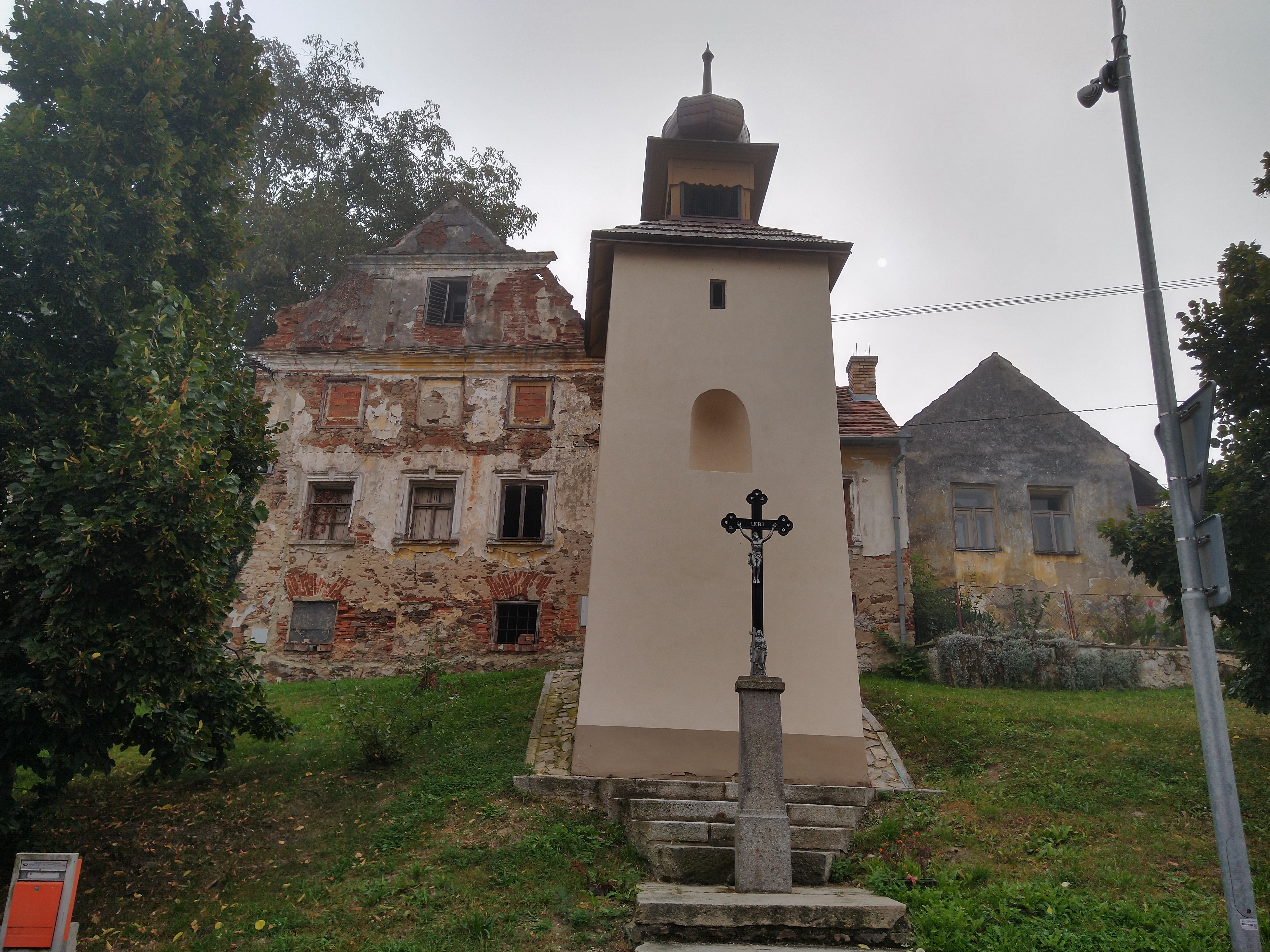
návesní zvonice
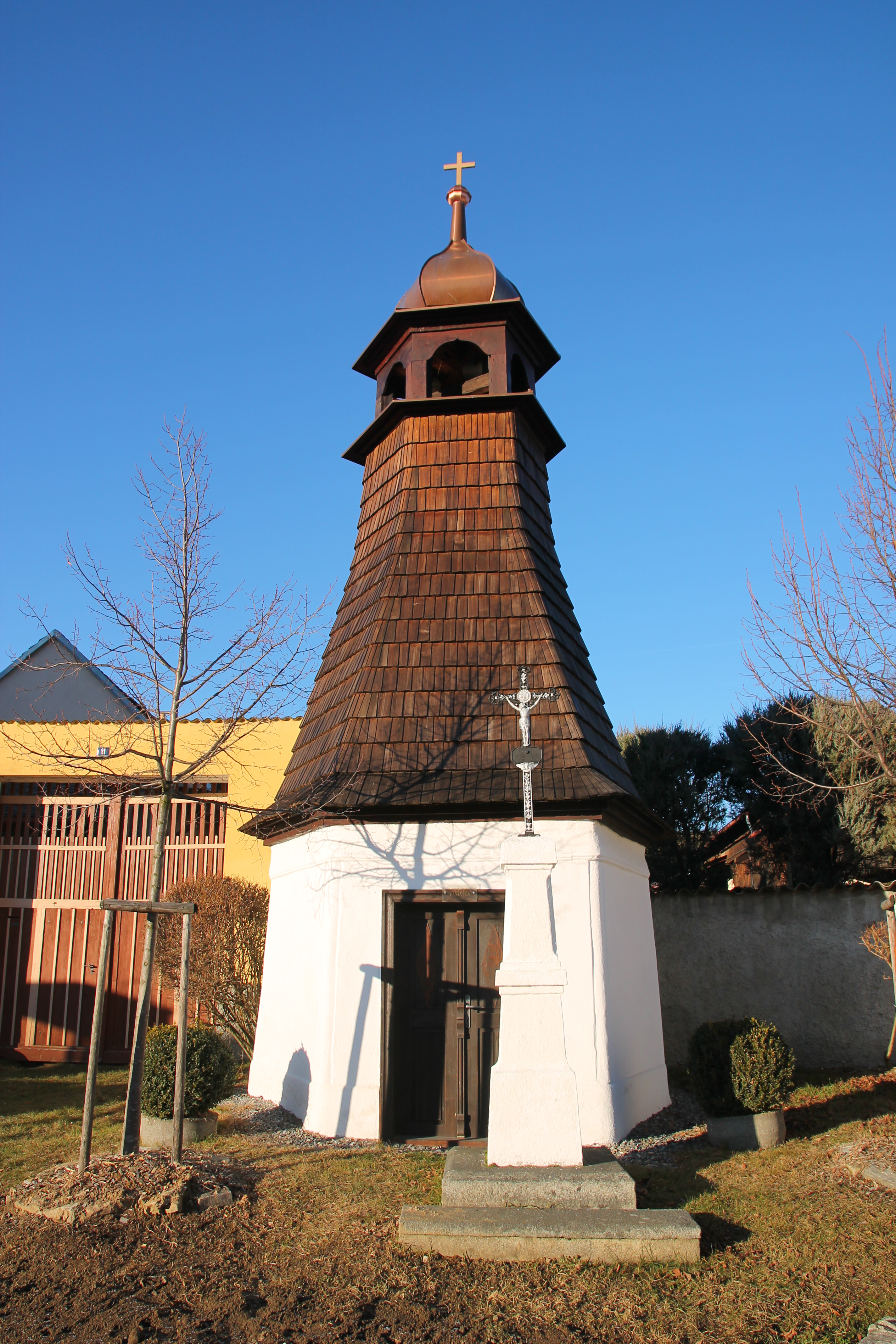
kaplová zvonice
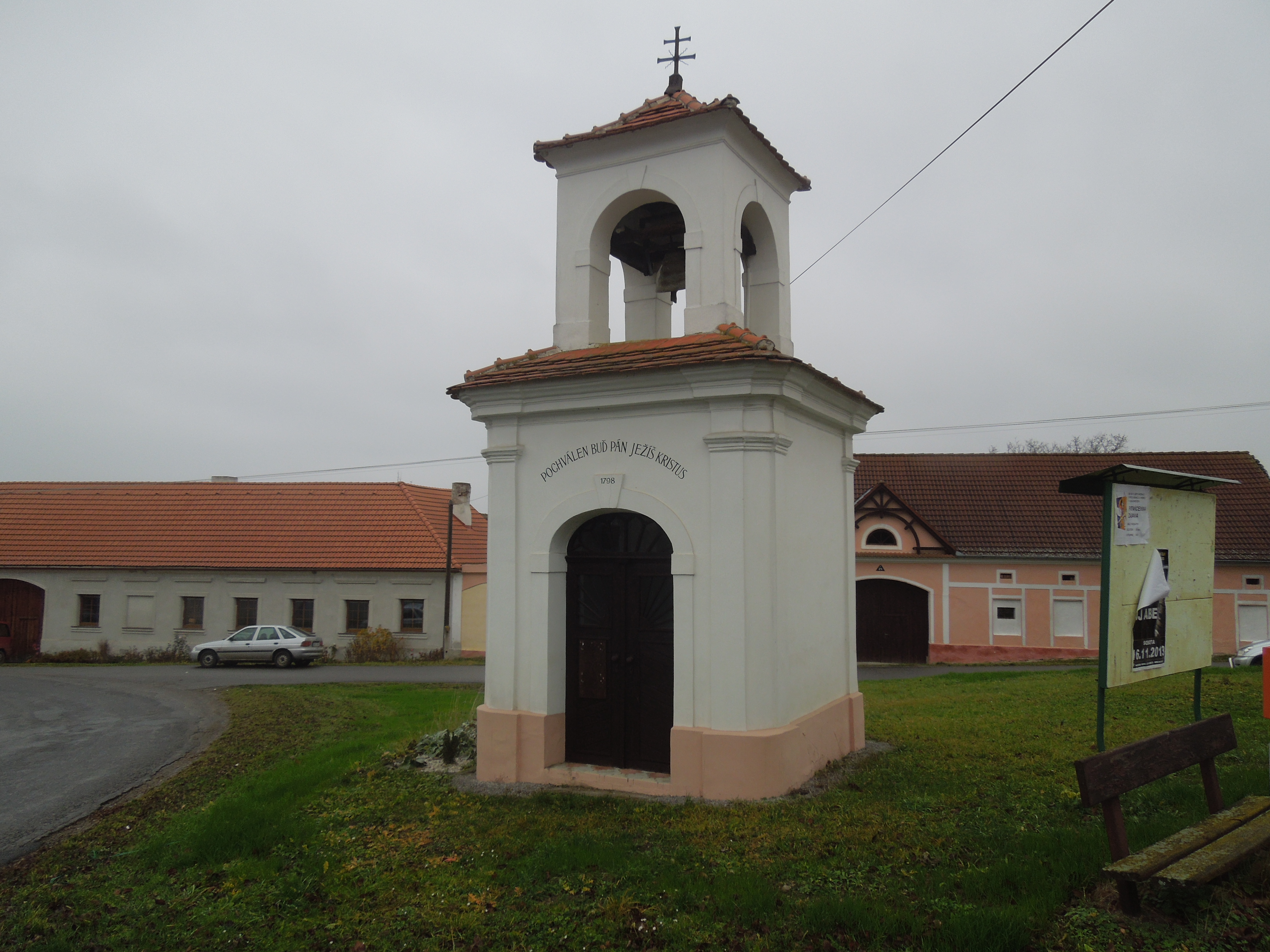
kaple se zvonicí
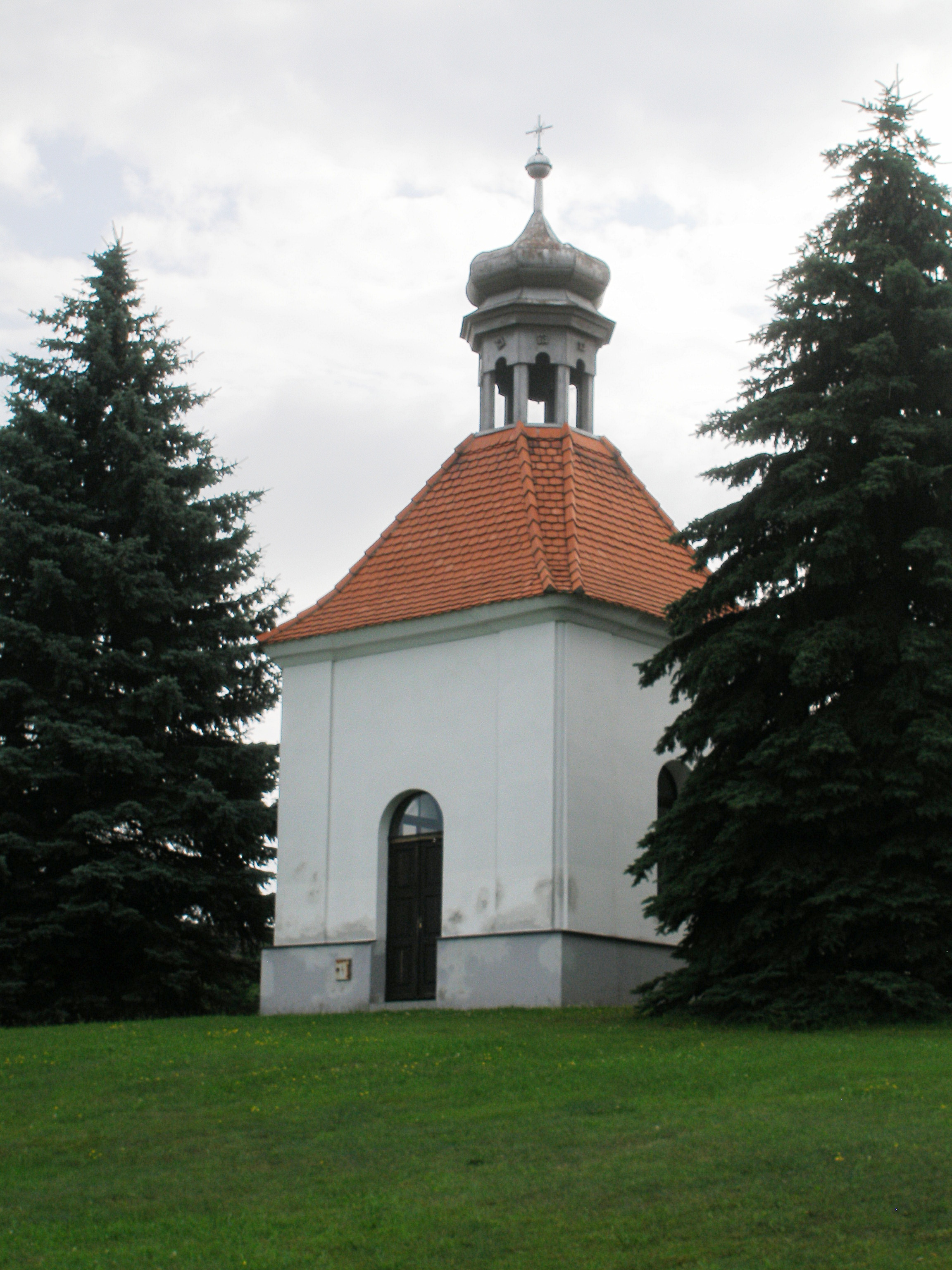
zvonicová kaple
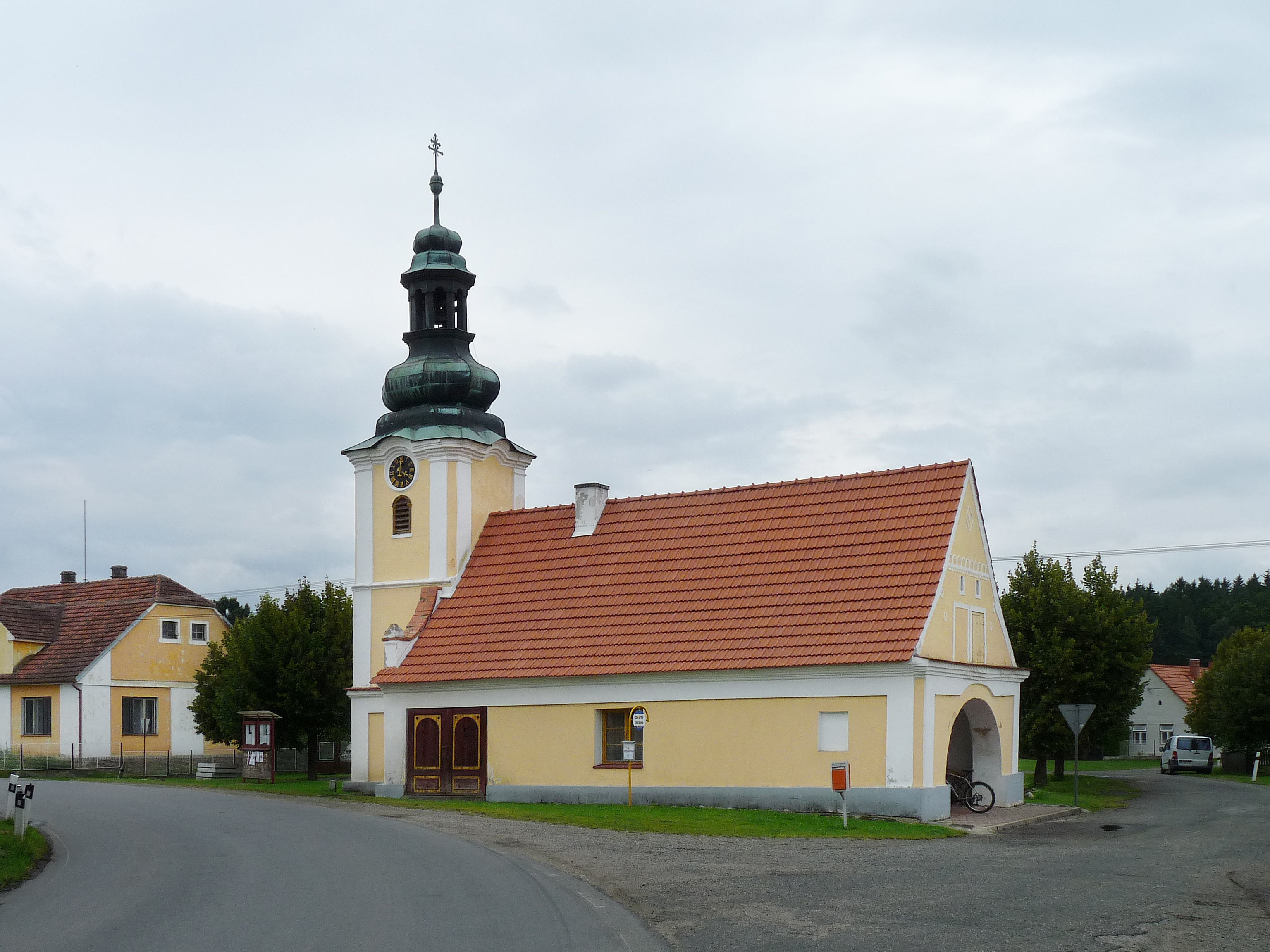
původní zvonice s přistavěnou kovárnou